# Козлов Олександр Олексійович
Олександр Олексійович Козлов (1896, селище Чорнохолуницького заводу В'ятської губернії, тепер Омутнінського району Кіровської області, Російська Федерація — ?) — радянський державний діяч, модельник Ленінградського заводу «Електросила» імені Кірова. Депутат Верховної ради СРСР 2-го скликання.

## Життєпис
Народився в родині рудокопа (шахтаря). Закінчив шість класів школи. З одинадцятирічного віку був учень столяра. Потім працював робітником на Чорнохолуницькому заводі В'ятської губернії, на Сосвинському і Бісерському заводах Уралу.
Служив у російській імператорській армії, учасник Першої світової війни. Був важко поранений і демобілізований.
З 1918 року — в Червоній армії, учасник громадянської війни в Росії. Воював проти військ адмірала Колчака біля міст Тагіла, Ісеті, Єкатеринбурга. Служив командиром взводу, був поранений у боях біля Тюмені.
З 1920 року — робітник, модельник 7-го розряду Ленінградського заводу «Електросила» імені Кірова. Обирався секретарем партійної організації цеху. Виготовляв моделі для генераторів гідроелектростанцій, для електропривода блюмінга, для військових потреб.
Член РКП(б) з 1925 року.
Під час німецько-радянської війни з червня 1941 року служив у 1025-му стрілецькому полку 291-ї стрілецької дивізії. Воював у стрілецькій роті біля міст Кінгісеппа та Пулково Ленінградської області. Потім брав участь у боях Ленінградського фронту біля Білоострова та Красного Бору, де був у березні 1943 року важко поранений і контужений. Після одужання служив у 36-й запасній стрілецькій бригаді, 78-му запасному стрілецькому полку, 133-му стрілецькому полку 72-ї стрілецької дивізії Червоній армії. 
Демобілізований із армії, в 1943 році повернувся працювати робітником-модельником Ленінградського заводу «Електросила» імені Кірова. Перевиконував виробничі плани, був новатором виробництва.
Подальша доля невідома. 

## Нагороди і звання
- орден Червоної Зірки
- медаль «За доблесну працю у Великій Вітчизняній війні 1941—1945 рр.» (1945)
- медалі